# 近衛声明
近衛声明（このえせいめい、旧字体：近󠄁衞聲明󠄁）は、日中戦争（支那事変）中の1938年（昭和13年）に第1次近衛内閣が3回にわたって発表した、対中国政策関連の声明。3回目の第三次近衛声明は近衛三原則とも呼ばれる。

## 概要

### 第一次近衛声明
第一次近衛声明は1938年（昭和13年）1月16日正午に近衛文麿首相が出した声明である。近衛が声明の中で「国民政府を対手とせず」と述べたことで知られる。
近衛内閣は1937年（昭和12年）冬からオスカー・トラウトマン駐華ドイツ大使との間で蔣介石率いる国民政府との和平の仲介を依頼していた。ただ、日本側の蔣介石政権に対する対応は諸政治勢力により異なっており、関東軍は対ソ戦備の強化とともに蔣介石政権を否認して新しい政権を樹立させる意向だったのに対し、参謀本部作戦課など陸軍中央部は早急に対ソ戦準備に復帰するため蔣介石政権との和平を進めるべきとの立場から12月1日に「支那事変解決処理方針案」を大本営陸軍部案として示した。12月15日午後に開かれた大本営政府連絡会議では現中央政府と折衝することに決したが、12月17日の閣議で大谷尊由拓相や木戸幸一文相などから「寛大な和平条件で収拾すれば国民が納得しない」と反対意見が出た。結局12月21日の閣議でトラウトマンを介して蔣介石へ打診することになったが、このとき決定された和平条件には新たな経済協定の締結や賠償が加えられた。そのため翌12月22日に広田弘毅外相から新条件を受け取ったヘルベルト・フォン・ディルクセン駐日ドイツ大使は、これが受諾される可能性はほとんどないと語った。
近衛内閣は12月24日の閣議で今後は必ずしも南京国民政府との交渉を期待しないとの前文を付けた「支那事変対処要綱（甲）」を決定した。1938年1月12日、広田外相はディルクセン大使に対して15日を回答期限とすることを伝えた。そして1938年1月16日の午前中に駐日ドイツ大使に対して交渉の打ち切りを通告し、同日正午に近衛声明（第一次近衛声明）は出された。
声明の全文は以下の通りであった。
「帝國政府ハ南京攻略後尚ホ支那國民政府ノ反省ニ最後ノ機會ヲ與フルタメ今日ニ及ヘリ然ルニ國民政府ハ帝國ノ眞意ヲ解セス漫リニ抗戰ヲ策シ内民人　塗炭ノ苦ミヲ察セス外東亞全局ノ和平ヲ顧ルトコロナシ仍テ帝國政府ハ爾後國民政府ヲ対手トセス帝國ト眞ニ提携スルニ足ル新興支那政權ノ成立發展ヲ期待シ是ト兩國國交ヲ調整シ更生新支那ノ建設ニ協力セントス元ヨリ帝國カ支那ノ領土及主權並ニ在支列國ノ權益ヲ尊重スルノ方針ニハ毫モカハル所ナシ

今ヤ東亞和平ニ対スル帝國ノ責任愈々重シ

政府ハ國民ガ此ノ重大ナル任務遂行ノタメ一層ノ發奮ヲ冀望シテ止マス」

### 第二次近衛声明
第一次近衛声明の後、近衛内閣は国家総動員法を成立させたが、近衛は総動員に対して不満が昂じることを常におそれ、国民に戦争目的を納得的に説明しつつ、早く戦争を終結することを考えるようになったとされる。1938年5月26日の近衛内閣の改造で広田に代わって外相に任じられた宇垣一成も和平を主張しており、内閣の強化統一、外交の一元化、平和的な交渉の開始、必要に応じて第一次近衛声明を取り消すことを条件に外相に就任した。また近衛とも近い大川周明、徳川義親、石原広一郎ら大亜細亜主義的な立場のグループも西欧中心の秩序に対してアジアを対置するため中国との和平を急ぐよう主張した。一方、海軍は北守南進へ軌道修正を図ろうとしていた。
国民政府側からも高宗武が、松本重治を窓口に7月2日から9日にかけて日本を極秘訪問し、近衛のほか、影佐禎昭や岩永裕吉らと相次いで会談した。高宗武は帰国後、蔣介石に訪日報告書を提出したが、日本側の要人は蔣の下野と汪兆銘（汪精衛）の出馬を要求していると記し、会談しなかった宇垣も蔣の下野を支持しているとした。報告書を読んだ蔣介石は、高宗武の訪日を勝手だと激怒し、高への補助金を停止した。
汪は国民党ナンバー2の実力者で、1937年11月のドイツ大使トラウトマンによる調停を契機に和平の主張へ転換し、1938年11月3日の第二次近衛声明以後に和平運動を決意したとされる。また、第一次近衛声明以後、国民政府内において親日派で和平論を唱えていた汪は近衛に接近していったともいう。
このような中で近衛は、1938年10月末の日本軍による広東、武漢の占領を時機とみて、11月3日に「国民政府と雖（いえ）ども拒否せざる旨」の政府声明を発表した。この声明が第二次近衛声明（東亜新秩序声明）である。第二次近衛声明は一見すると第一次近衛声明を否定しているように見えるが、11月30日に決定された日支新関係調整方針への過程で「分治合作主義」が盛り込まれるなど、汪兆銘工作（汪精衛工作）の進展によって生じた変化などが背景にあるとされる。

### 第三次近衛声明

#### 汪兆銘との交渉
第二次近衛声明に対する国民政府内の反応はきわめて複雑で、第一次近衛声明が蔣介石を相手にしないことを意味すると捉えられていたため、汪兆銘を支持する汪派に動揺を与えた。
汪派の高宗武と梅思平は周仏海の指示を受けて、日本側の影佐禎昭や今井武夫などと上海の重光堂で話し合いを重ねた。
この会談の結果、11月20日、両者は「日華協議記録」6カ条と「日華協議秘密記録」6カ条に調印した。このうち日華協議記録には「協約以外ノ日本軍ハ日華兩國ノ平和克復後卽時撤退ヲ開始ス 但シ中國内地ノ治安恢復ト共ニ二年以内ニ完全ニ撤兵ヲ完了シ中國ハ本期間ニ治安ノ確立ヲ保證シ且駐兵地點ハ相方合議ノ上之ヲ決定ス」との文言が含まれていた。

#### 声明と汪兆銘の脱出
協議記録では、汪兆銘の重慶脱出後、近衛は対華宣言を発表し、汪兆銘は蔣介石との関係を断絶する段取りであった。しかし、汪から予定されていた12月8日の重慶脱出は不可能と伝えられ、大阪の講演で対華声明を発表する予定だった近衛は病気を理由に西下を中止した。
その後、汪がハノイに到着したことが伝えられ、1938年（昭和13年）12月22日に近衛は近衛三原則（第三次近衛声明）を発表した。この声明では中国和平における3つの方針（善隣友好、共同防共、経済提携）が示された。
第三次近衛声明には撤兵に関する条款が反映されていなかったが、汪は声明に応えて通電を発した（周仏海の日記によると汪は1938年11月20日の内約の承認の段階で躊躇して承認したと記している）。汪は香港で日本と和解すべきとの「中央常務委員会・国防最高会議宛の文」（一般に「艶電」という）を発表しようとしたが、顧孟余に反対され、結局12月31日付の『華南日報』に掲載された。蔣介石は直ちに中央執行委員会臨時緊急会議を開催して汪の党籍剥奪を決定した。
汪は近衛との東亜新秩序の樹立を期待していたとされるが、近衛首相は1939年（昭和14年）1月4日に辞表を提出した。近衛内閣はすでに宇垣外相の辞任（第二次近衛声明前の9月30日に辞任）などで動揺しており、汪の重慶脱出延期で近衛の辞表提出が延ばされている状況にあったが、汪にとっては突然の辞任だった。
第三次近衛声明の2週間後、内閣総辞職し、対中交渉は平沼内閣に受け継がれた。
1939年10月、汪や周仏海、梅思平は、日本側の影佐ら（いわゆる梅機関）と内約折衝を行ったが、汪が重慶離脱を決めた第二次近衛声明とはかけ離れたものとなっており、汪は言論活動を通して近衛三原則の履行を要求していくこととなった。

#### 合意文章の改変問題
江崎道朗は、「2年以内の撤兵」の文言が削除された経緯は明らかにはなっていないが、実行者として有力視されているのが尾崎秀実である、と主張している。尾崎は近衛のブレーンとして政権中枢に関与しており、原案の執筆にも与っていた。原案は陸軍に異論があって中山優が改めて執筆し、陸海軍立会いの下清書したが、発表前夜、尾崎は首相官邸に執務室を構えており、その夜も尾崎は官邸内の自身の執務室で深夜遅くまで待機していた。後年尾崎はゾルゲ事件で逮捕され、ソ連のスパイであったことが明るみに出ており（後年米政府が公表した、尾崎が日華事変の長期化と国力の減退を狙って密かに文言を削った可能性は大いにある、と主張している。

## 国際環境
アメリカ合衆国議会は1937年1月、戦争状態にある国への武器輸出を禁じる中立法を改正して維持し、また2月には日本とアメリカの産業団体は日米綿業協定を締結して貿易を巡る紛争も収束させたが、7月の日中戦争の勃発を受け、ルーズベルト大統領はイギリス国籍の船がアメリカ製の武器を中国へ輸送することを許可していた。